# Тікотіко гірський
Тікоті́ко гірський (Anabacerthia striaticollis) — вид горобцеподібних птахів родини горнерових (Furnariidae). Мешкає в Андах.

## Опис
Довжина птаха становить 16,5 см. Верхня частина тіла олиивково-коричнева або рудувато-коричнева, тім'я сіре, навколо очей світлі кільця, за очима світлі смуги. Щоки темні, дегко поцятковані охристими смужками. Хвіст яскраво-рудий. Горло білувате, легко поцятковане темними плямками. Решта нижньої частини тіла світло-оливково-жовта, груди поцятковані темними смужками.

## Підвиди
Виділяють шість підвидів:
- A. s. anxia (Bangs, 1902) — Сьєрра-Невада-де-Санта-Марта (північна Колумбія);
- A. s. perijana Phelps & Phelps Jr, 1952 — Сьєрра-де-Періха (північно-західна Венесуела);
- A. s. venezuelana (Hellmayr, 1911) — Прибережний хребет Анд (Венесуела);
- A. s. striaticollis Lafresnaye, 1841 — Колумбійські Анди (всі три хребти) і Кордильєра-де-Мерида (західна Венесуела);
- A. s. montana (Tschudi, 1844) — східні схили Анд на південному сходу Колумбії (Нариньйо), в Еквадорі та Перу (на південь до Хуніну);
- A. s. yungae (Chapman, 1923) — Анди на півдні Перу (Куско, Пуно) та в Болівії (на південь до західного Санта-Крусу).

## Поширення і екологія
Гірські тікотіко мешкають у Венесуелі, Колумбії, Еквадорі, Перу і Болівії. Вони живуть в кронах вологих гірських тропічних лісів Анд та на узліссях. Зустрічаються на висоті від 900 до 2600 м над рівнем моря.